# Никуліно (селище залізничної станції, Ульяновська область)
станція Никуліно (рос. Никулино) — село в Ніколаєвському районі Ульяновської області Російської Федерації.
Населення становить 338 осіб. Входить до складу муніципального утворення Нікулинське сільське поселення.

## Історія
Від 2004 року входить до складу муніципального утворення Нікулинське сільське поселення.

## Населення
| 2010 |
| ---- |
| 338  |